# 鳥居花音
鳥居 花音（とりい かのん、10月1日 - ）は、日本の女性声優、歌手。かつてはアダルトゲームを中心に活動していた。

## 概要
- 声優を目指したきっかけは、自分にしか出来ないことをお仕事に出来たらと考えててアニメが好きで声優にも興味があったので、声でお仕事が出来たらいいなと思ったから。また机の上で勉強することがとても苦手だったため、資格も要らず机にかじりついて勉強しなくてもいいものと考えたときに、声優ならば声だけでいいし勉強もしなくていい（と声優になる前は思っていた）ことも動機のひとつだったという[2]。
- 複数のキャラクター声を演じ分けつつ、その各々のキャラクター声で歌える事は有名。特に『とらいあんぐるハート』シリーズでは、とらいあんぐるハート'S サウンドステージにおいてさくら、ゆうひ、晶の3人が混在するカラオケ大会で巧みに演じ分けている。
- ゲームでは2005年、それ以外では2006年のドラマCDを最後に出演がみられない。なお、アダルトゲームの最終出演作である『_summer』では、当初発表されていた配役から、音声のみのキャラクターへ変更になった。

## 出演
太字はメインキャラクター。

### アダルトアニメ
- とらいあんぐるハート2 さざなみ女子寮（2001年 - 2002年、椎名ゆうひ）[注 1]
- とらいあんぐるハート 〜Sweet Songs Forever〜（2003年、城島晶）
- 水夏〜SUIKA〜 （白河 さやか、水瀬 小夜）[注 2]
- 殻の中の小鳥（アイシャ・ファーファリス）
- Princess Holiday 〜転がるりんご亭千夜一夜〜（2004年、レティシア）

### アダルトゲーム
1998年
- とらいあんぐるハート（綺堂 さくら）

1999年
- i wish …とどけこの想い（レオナ）
- 東京九龍（アリア）
- my friends（小野 智子）
- とらいあんぐるハート2 さざなみ女子寮（椎名 ゆうひ）
- みずいろの地図（丹羽智子）

2000年
- 月夜の瞳は紅に（喜多川麻紀）
- とらいあんぐるハート ラブラブおもちゃ箱（椎名 ゆうひ、綺堂 さくら）
- 有限会社ロンドン☆スター〜恋のだぶるくりっく〜（穂村 優樹）
- 贖罪の教室（結城まどか）
- レンズの向こう側（笹本美砂子）
- サクセス！（御神楽麗奈）
- いなおり（鷲場皐月）
- 使用中　～W.C.～（河屋ユレイン）
- 凌辱鬼（満里菜）
- わたしのありか。（睦美）
- 美亡人～ 肉奴隷（高沢由希）
- 俺の巫女さん（乙姫紫苑）
- ま・ま・ゴ・ト（鮎瀬 琴音）[3]
- とらいあんぐるハート3 〜Sweet Songs Forever〜（城島 晶、椎名 ゆうひ、綺堂 さくら）

2001年
- Storia ～逢魔の森の姫君達～（エリン）
- ぶっかけ天使シルキー＆ミルキー（シルキー）
- らぶらぶ☆ストレンジDays（苺川 真由）[4]
- 魔法のパレット（メディシーナ）
- 贖罪の教室 BADEND（結城まどか）
- 美姉妹 屈辱の部屋（森本霞美）
- とらいあんぐるハート3 リリカルおもちゃ箱（城島 晶、椎名 ゆうひ、綺堂 さくら）
- 淫鬼の巣（望月 成美）
- 水夏（白河さやか、水瀬 小夜）
- 私に今夜☆会いに来て（結城つぐみ）
- 同窓会refrain（槇村 智子）
- Dhampir（真壁彩佳）
- 陵辱奇行（小野遥）
- ツクヨミ 〜稀人の唄〜（野乃原香澄）
- ボクのヒミツたいけん（石黒真樹）
- アルキメデスのわすれもの（朝倉音夢）
- Sacrifice～制服狩り～（桐山透子）
- クイズ埼玉連合の野望（白河さやか）

2002年
- バイナリィ・ポット（羽根井 優希）
- 重装皇女メタルプリンセス（クラウ・モー）
- はっぴ～ぶり～でぃんぐ（魔女のお姉さん）
- とらいあんぐるハート1・2・3 DVD EDITION（綺堂 さくら、椎名 ゆうひ、城島 晶）
- それは舞い散る桜のように（桜香、郁原郁奈）
- Milkyway2（結城 藍）
- D.C. 〜ダ・カーポ〜（朝倉音夢、白河さやか）
- じゅえる・まとりくす（ミウ）
- Princess Holiday 〜転がるりんご亭千夜一夜〜（レティシア）
- "Hello, world."（北城 千絵梨）
- D.C. White Season 〜ダ・カーポ ホワイトシーズン〜（朝倉音夢）
- ぽぽたん（うなぎ）

2003年
- 木漏れ日の並木道（七村美姫）
- 生贄の教室（結城まどか）
- はぴぶりいまさらふぁんでぃすく（魔女のお姉さん）
- 母性～ママクラブ～（横山千恵）
- 朱 -Aka-（ミルア）
- ぽぽたんファンディスク　いっしょにA・SO・BO（うなぎ）

2004年
- D.C.P.C. 〜ダ・カーポ〜 プラスコミュニケーション（朝倉音夢、白河さやか）
- まじぷりふぁんでぃすく（魔女のお姉さん）
- オーガストファンBOX（羽根井 優希、レティシア）
- D.C. Summer Vacation 〜ダ・カーポ サマーバケーション〜（朝倉音夢、白河さやか）
- North Wind（君塚 深姫、君塚 文）※ グラフィックがあるキャラクター限定で最後の出演作
- 水夏A.S+（白河 さやか、水瀬 小夜）
- 鉄腕がっちゅ!（戦闘員）
- はてなきそら（佐々木 律子）

2005年
- Milkyway3（結城 藍）
- _summer（めがねの高橋さん）※最後の出演作

2007年
- D.C.II 〜ダ・カーポ〜 ことり編 DVD PlayersGame（朝倉音夢）
- D.C.II 〜ダ・カーポ〜 さくら編 DVD PlayersGame（朝倉音夢）
- D.C.II 〜ダ・カーポ〜 音夢編 DVD PlayersGame（朝倉音夢）

2008年
- D.C. 〜ダ・カーポ〜 the Origin（朝倉音夢、白河さやか）

### 一般向ゲーム
2002年
- 水夏〜SUIKA〜（白河 さやか、水瀬 小夜）
- WATER SUMMER（白河 さやか、水瀬 小夜）

2003年
- 水夏 全年齢版（白河 さやか、水瀬 小夜）
- 水夏〜おー・157章〜（白河 さやか、水瀬 小夜）
- Princess Holiday 〜転がるりんご亭千夜一夜〜（レティシア）※DC版。PS2版は2004年発売。

2005年
- North Wind〜永遠の約束〜（君塚 深姫、君塚 文）

2008年
- D.C. 〜ダ・カーポ〜 the Origin（朝倉音夢、白河さやか）※PS2版

### ドラマCD
時期不明
- A.C.D.C.紀元前ダ・カーポはじめてのドラマCD vol.1（朝倉 音夢）
- Songs from D.C. 〜ダ・カーポ〜（朝倉 音夢）※モノローグ、ミニドラマパートのみ
- D.C. 〜ダ・カーポ〜 ちょっと○○○なドラマCD 音夢はじめ（朝倉 音夢）
- D.C. 〜ダ・カーポ〜 オリジナルドラマ 春色の島（朝倉 音夢）

2000年
- とらいあんぐるハート'S サウンドステージ（椎名 ゆうひ）
- とらいあんぐるハート'S サウンドステージ2 鷹城唯子の海風RADIO！（椎名 ゆうひ）

2001年
- とらいあんぐるハート'S サウンドステージ3 “Sweet Song memories” -とらいあんぐるハート3 ボーカルコレクション-（城島 晶、椎名 ゆうひ、ねこ）
- とらいあんぐるハート'S サウンドステージ4 HAPPY SOGS COLLECTION 〜高町家カラオケ大会!!!〜（城島 晶、椎名 ゆうひ、綺堂 さくら）

2002年
- とらいあんぐるハート'S サウンドステージO Summertime Whispers 〜トーキング・イン・さざなみ女子寮〜（椎名 ゆうひ、城島 晶）
- ドラマCD 水夏〜SUIKA〜 第1、2章（水瀬 小夜、白河 さやか）

2003年
- "Hello, world." ブッチャケ!ハローワールド ドラマティックCD（北城 千絵梨）
- とらいあんぐるハート'S Sound Stage X 1 - 4（2003年 - 2004年、パーソナリティ、城島 晶、綺堂 さくら、椎名 ゆうひ、チェルシー）
- サウンドステージEXTRA とらいあんぐるハート'S Radio Stage CD特番SPECIAL（パーソナリティ、鳥井 かのこ）

2004年
- D.C.P.C. ヴァーチャルドラマCD Vol.0 はぢめてのデート（朝倉 音夢）

2005年
- ドラマCD _summer *everblue* days:01 - 03（2005年 - 2006年、眼鏡の高橋さん）

### ラジオ
- とらいあんぐるハート'S Radio Stage（2003年4月4日 - 9月26日、東海ラジオ）

### ラジオCD
- アケミとマリカのがっちゅみりみり放送局 the BEST 総集編 Vol.2

## ディスコグラフィ

### オリジナルアルバム・シングル
| 発売日         | タイトル    | 発売元 | 備考                |
| -------------- | ----------- | ------ | ------------------- |
| 2001年12月29日 | Secret Tale | ivory  | 鳥居花音1stアルバム |
| 2002年8月9日   | Fractal青   | ivory  | 鳥居花音1stシングル |
| 2002年12月28日 | Loose Rouge | ivory  | 鳥居花音2ndアルバム |
| 2003年12月28日 | aile        | ivory  | 鳥居花音3rdアルバム |

### アルバム
| 発売日         | タイトル                                   | 発売元 |
| -------------- | ------------------------------------------ | ------ |
| 2003年8月15日  | 声優アンソロジーアルバム「Want to say it」 | ivory  |
| 2004年8月13日  | early works -ivory original songs best-    | ivory  |
| 2004年12月29日 | early works 2 -ivory original songs best-  | ivory  |
| 2004年12月29日 | doll ～歌姫 vol.6 - 舞-                    | doll   |
| 2011年6月29日  | doll～歌姫～ Complete Box                  | doll   |

### キャラクターソング・ゲームボーカルCD
| 発売日         | タイトル | 発売元               |
| -------------- | --- | -------------------- |
| 2000年8月11日  | とらいあんぐるハート’S サウンドステージ                                                                     | ivory                |
| 2000年12月29日 | とらいあんぐるハート'S サウンドステージ2 鷹城唯子の海風RADIO!                                               | ivory                |
| 2001年4月28日  | evolution Music Collection                                                                                  | evolution            |
| 2001年4月29日  | とらいあんぐるハート'S サウンドステージ3 "Sweet Song memories" -とらいあんぐるハート3 ボーカルコレクション- | ivory                |
| 2001年5月25日  | candystoreサウンドコレクション 魔法のパレット                                                               | HOBiRECORDS          |
| 2001年8月10日  | とらいあんぐるハート'S サウンドステージ4 HAPPY SONGS COLLECTION 〜高町家カラオケ大会!!!〜                   | ivory                |
| 2001年8月10日  | OdiakeS sound works Collection.                                                                             | ivory                |
| 2001年12月29日 | jANIS＆ivory Game Songs Collection vol.1                                                                    | ivory                |
| 2002年8月9日   | とらいあんぐるハート'S サウンドステージO Summertime Whispers 〜トーキング・イン・さざなみ女子寮〜           | ivory                |
| 2002年8月9日   | 妙なる調べ 雪の華オリジナルサウンドトラック                                                                 | ivory                |
| 2002年11月29日 | とらいあんぐるハート’ｓメモリアルアルバム 〜 The Last Songs 〜                                              | ivory                |
| 2002年12月28日 | オーガスト冬コミセット オリジナルサントラCD                                                                 | オーガスト           |
| 2002年12月28日 | jANIS＆ivory Game Songs Collection vol.2                                                                    | ivory                |
| 2003年8月13日  | とらいあんぐるハート’S Sound Stage X-2 ラジオドラマSP SIDE-A                                                | ivory                |
| 2003年8月15日  | サウンドステージEXTRA とらいあんぐるハート'S Radio Stage CD特番SPECIAL                                      | ivory                |
| 2004年1月21日  | とらいあんぐるハート'S Sound Stage X4 ～ Yesterday to tomorrow ～                                           | ivory                |
| 2004年5月14日  | とらいあんぐるハート'S Soundstage final 〜The Grand Finale〜                                                | ivory                |
| 2005年1月28日  | North Wind Complete Tracks                                                                                  | データム・ポリスター |
| 2008年8月29日  | Marron Vocal Collection                                                                                     | Marron               |
| 2011年12月29日 | AUGUST 10th MEMORIAL                                                                                        | オーガスト           |

### アルバム
- Secret Tale

1. オトメたちの休日
2. Dear……♡
3. Wiggling times
4. モノクローム・ブルー
5. キミの名前〜二人の最初のクリスマス〜
6. 空のいろ

- Loose Rouge

1. Loose Rouge
2. reflex
3. Midtown
4. Sapoten
5. Blue Mirage
6. Glory Days
7. monologue
8. Wiggling times -second-

- aile

1. snowy crystal
2. Oh my happydays
3. Take it easy
4. Scarlet
5. Dear my time
6. Comme tous les jours
7. Birds
8. over the rain

- Want to Say It

1. 螢

- early works -ivory original songs best-

1. Fractal青
2. Dear……♡
3. モノクローム・ブルー
4. キミの名前〜二人の最初のクリスマス〜
5. Pupil

- early works2 -ivory original songs best-

1. Wiggling times
2. 空のいろ
3. オトメたちの休日
4. 茜色の切符

- doll 〜 歌姫 vol.6

1. オリーブ
2. Ever Blue

### シングル
- Fractal青

1. Fractal青
2. 茜色の切符

### ゲーム・アニメボーカル
- 都市（まち）の陽射しに（『東京九龍』ED）
- Nameless Melodies 〜だけど、きみにおくるうた〜（『とらいあんぐるハート2(オリジナル版）』ゆうひED）
  - 歌：鳥居花音、遊魚静
- きっと道は…（『みずいろの地図』OP）
- promise to spring…（『有限会社ロンドン☆スター 〜恋のだぶるくりっく〜』ED）
- Shooting Stars（『わたしのありか。』ED）
- pray（『俺の巫女さん』OP）
- Splash Angel（『ぶっかけ天使シルキー＆ミルキー』OP）
  - 歌：鳥居花音、夏野向日葵
- 歩こう（『ぶっかけ天使シルキー＆ミルキー』ED）
  - 歌：鳥居花音、夏野向日葵
- 魔法のパレット（『魔法のパレット』ED）
- Prism（『ツクヨミ 〜稀人の唄〜』ED）
- 彩華白景（『雪の華』ED）
- Nameless Melodies 〜だけど、きみにおくるうた〜 SS-MIX（『とらいあんぐるハート2(DVD EDITION）』 ゆうひED）
- 笑顔の季節（OVA『とらいあんぐるハート さざなみ女子寮 〜冬の誓い〜』後編 ED）
  - 歌：鳥居花音、日向裕羅
- 虹の彼方へ（『Princess Holiday 〜転がるりんご亭千夜一夜〜』OP）
- Chain（『CANDY TOYS』OP）
- キューブ de おねえちゃん（『お姉ちゃんの3乗』OP）
  - 歌：海原エレナ・鳥居花音・日向裕羅
- ヒカリ ～ANGEL HALO ver～（『お姉ちゃんの3乗』ED）
- 心から続く未来 〜My fate〜（『Princess Holiday 〜転がるりんご亭千夜一夜〜（コンシューマ版）』ED）
- Beloved you（OVA『Princess Holiday 〜転がるりんご亭千夜一夜〜』第2巻ED）
- Last Letter -Eternal Wind-（『North Wind』ED）

### キャラクター・イメージソング
- 旅路（『とらいあんぐるハート'S サウンドステージ3』収録）
  - 歌：SEENA（鳥居花音）
- 海峡（『とらいあんぐるハート'S サウンドステージ4』収録）
  - 歌：城島晶（鳥居花音）、高町桃子（藤澤暁）
- 鉄鋼艦隊グレートガイア挿入歌「鋼の戦機・グレートガイア」（『とらいあんぐるハート'S サウンドステージ4』収録）
  - 歌：鷹城唯子（岩城由奈）、綺堂さくら（鳥居花音）
- みんなのうた（『とらいあんぐるハート'S サウンドステージ4』収録）
  - 歌：高町家とその友人・関係者一同（鳥居花音：城島晶、椎名ゆうひ、綺堂さくら）
- Summertime Whispers
  - 歌：椎名ゆうひ（鳥居花音）
- みんなのうたEX（エクストラ）（『とらいあんぐるハート'S サウンドステージO』収録）
  - 歌：さざなみ女子寮一同（鳥居花音：椎名ゆうひ）
- 超・風に負けないハートのかたち（『とらいあんぐるハート’ｓメモリアルアルバム 〜 The Last Songs 〜』収録）
  - 歌：高町なのは（北都南）・城島晶（鳥居花音）・鳳蓮飛（岩城由奈）
- Nameless Melodies 〜Starlight version〜（『とらいあんぐるハート’ｓメモリアルアルバム 〜 The Last Songs 〜』収録）
  - 歌：鷹城唯子（岩城由奈）、野々村小鳥（早乙女かな）、 仁村知佳（日向裕羅）、椎名ゆうひ（鳥居花音）
- 日々是闘い、それ宿命（さだめ）（『とらいあんぐるハート’S Sound Stage X-2 ラジオドラマSP SIDE-A』収録）
  - 歌：城島晶、鳳蓮飛（岩城由奈）
- inside of a wilderness(ver. SEENA)（『とらいあんぐるハート'S Sound Stage X4』収録）
  - 歌：SEENA
- Sweet Songs ever with you（『とらいあんぐるハート'S Sound Stage X4』収録）
  - 歌：岩田由貴、鳥居花音、日向裕羅、春野日和、永見はるか
- いっしょにAll Night（『とらいあんぐるハート'S Radio Stage』番組OP）
  - 歌：鳥居花音、日向裕羅、岩城由奈
- arrive（『とらいあんぐるハート'S Radio Stage』番組ED）
  - 歌：鳥居花音、日向裕羅、岩城由奈
- farewell Winds～New Vocal Song～（『とらいあんぐるハート'S Soundstage final 〜The Grand Finale〜』収録）
  - 歌：鳥居花音、日向裕羅、岩城由奈、海原エレナ、早乙女かな
- Shooting Stars Kanon Torii version（『jANIS＆ivory Game Songs Collection vol.1』収録）